# Чумаков, Александр Дмитриевич
Алекса́ндр Дми́триевич Чумако́в (5 мая 1948, Москва — 8 июля 2012, Москва) — советский футболист, игравший на позиции защитника и полузащитника. Выступал за московское «Торпедо». За сборную СССР провёл 3 матча. Мастер спорта СССР с 1967 года.

## Карьера
Начал карьеру в 1966 году в «Торпедо». В том сезоне сыграл 6 матчей. В следующем году сыграл 30 матчей, забив два гола. В 1968 году «автозаводцы» заняли третье место в чемпионате, выиграли Кубок СССР, а Чумаков получил вызов в сборную. Сыграл в сезоне 37 матчей и забил 2 гола. Также в этом году он сменил позицию защитника на полузащитника. В 1969 провёл 24 игры в чемпионате, в следующем из-за травмы всего 8. Сезон 1971 года стал последним, в котором он выступал. В 1972 году завершил карьеру. До 1974 года играл за дубль «Торпедо».
Дебютировал за сборную СССР 16 июня 1968 года в товарищеском матче против Австрии.

### Матчи и голы за сборную СССР
| Матчи и голы Чумакова за сборную СССР | Матчи и голы Чумакова за сборную СССР | Матчи и голы Чумакова за сборную СССР | Матчи и голы Чумакова за сборную СССР | Матчи и голы Чумакова за сборную СССР | Матчи и голы Чумакова за сборную СССР | Матчи и голы Чумакова за сборную СССР |
| №                                     | Дата                                  | Место                                 | Оппонент                              | Счёт                                  | Голы                                  | Соревнование                          |
| ------------------------------------- | ------------------------------------- | ------------------------------------- | ------------------------------------- | ------------------------------------- | ------------------------------------- | ------------------------------------- |
| 1                                     | 16 июня 1968                          | Ленинград, СССР                       | Австрия                               | 3:1                                   | —                                     | Товарищеский матч                     |
| 2                                     | 20 февраля 1969                       | Богота, Колумбия                      | Колумбия                              | 3:1                                   | —                                     | Товарищеский матч                     |
| 3                                     | 6 августа 1969                        | Москва, СССР                          | Швеция                                | 0:1                                   | —                                     | Товарищеский матч                     |

Итого: 3 матча; 2 победы, 0 ничьих, 1 поражение.

## Достижения
- Обладатель Кубка СССР: 1968, 1972